# Museo del Agua de Sobrón
El Museo del Agua de Sobrón también es el Centro de Interpretación Comarcal de la Cuadrilla de Añana. Se inauguró el 15 de agosto de 2008.  Nace con el objetivo de promover la reflexión sobre un elemento esencial para el desarrollo de la vida en el Planeta como es el agua.

## Localización
Se localiza en el concejo alavés de Sobrón perteneciente al municipio de Lantarón. Se encuentra en la parte baja del pueblo, concretamente en el barrio de "La Presa", casi al pie de la carretera A-2122, en frente de la construcción del Nuevo Balneario de Sobrón que se emplaza en el lugar donde se encontraba el Antiguo Balneario.

## Horarios
Debido a recortes presupuestarios solo permanece abierto en la temporada estival y a petición de grupos.

## Áreas del museo
Ha sido concebida como un espacio interactivo en el que las modernas tecnologías y las simulaciones posibilitan el aprendizaje y la diversión de forma simultánea.

#### Agua Viva
Un lugar con una atmósfera envolvente que invita a introducirse en el mundo del agua a través de sensaciones visuales y auditivas.

#### La Ciencia del Agua
Conoce el origen, la composición, el comportamiento del agua, para así comprender su relación con la vida.

#### Agua que cura
En este espacio se descubren las funciones terapéuticas atribuidas al agua a lo largo de la historia y su importancia en las diferentes religiones.

#### Agua y Medioambiente
Los modelos de desarrollo tolerantes con el planeta y las prácticas orientadas a ahorrar y reducir el consumo de agua, ocupan un lugar destacado en el museo.

#### Agua que piensa
Los visitantes podrán introducirse en una cabeza humana gigante, y dentro de ella encontrarán imágenes y mensajes proyectados que cuentan la importancia del agua en las funciones biológicas básicas.

## Actividades

### Talleres trimestrales
Taller "Los árboles también beben agua" para niños de 5-10 años. Combina una visita al museo con un taller mientras los padres visitan el museo con otro guía. Se realiza todos los sábado a las 10:15 y el precio es de 2 € por niño.

### Sala multiusos
Alquiler de sala de conferencias o multiusos: conferencias, exposiciones, cáterin, reuniones…